# Adelbert Mühlschlegel
Adelbert Mühlschlegel (* 16. Juni 1897 in Berlin; † 29. Juli 1980 in Athen) war ein deutscher Arzt und Esperantist. Als Bahai wurde er zu einer der sieben sog. „Hände der Sache Gottes“, die am 29. Februar 1952 von Shoghi Effendi ernannt wurden. Mit seinen Übersetzungen prägte er den Sprachstil der frühen deutschsprachigen Übersetzungen der Bahai-Schriften mit.

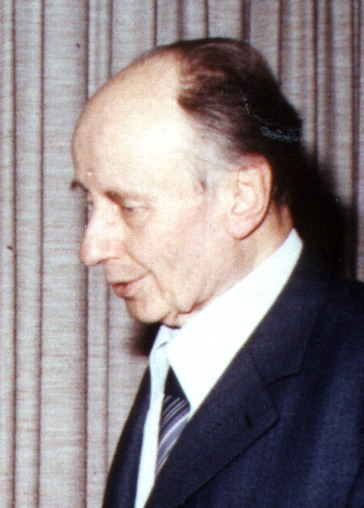
Adelbert Mühlschlegel 1978 in Hofheim a. Ts.

## Leben

### Die Jahre von 1897 bis 1951
Adelbert Mühlschlegel wuchs in Stuttgart und in Ludwigsburg auf und studierte Medizin in Freiburg im Breisgau, in Greifswald und in Tübingen.
1920 erhielt er in Greifswald von seiner Mutter einen Brief, in dem sie von dem Bahai-Glauben berichtete, den sie in Stuttgart kennengelernt hatte. Er schrieb einen Brief an Abdul-Baha, in dem er seinen Glauben an Baha’u’llah bekannte. Mühlschlegel erhielt im Oktober als Antwort ein Sendschreiben von Abdul-Baha.
1922 eröffnete Mühlschlegel in Stuttgart eine Arztpraxis und begann für die kleine Bahai-Gemeinde in Deutschland Vorträge zu halten, wirkte als Übersetzer und war schriftstellerisch tätig. So schrieb er ein Melodrama für einen Bahai-Kongress im September 1924. Im gleichen Jahr wurde Mühlschlegel in den Nationalen Geistigen Rat der Bahai in Deutschland gewählt, in dem er bis 1937 blieb, als der Rat von der Gestapo aufgelöst wurde.
Mühlschlegel hielt 1925 auf dem Esperanto-Weltkongress in Genf einen Vortrag über den Bahai-Glauben auf Esperanto. Durch seine Übersetzungstätigkeit erarbeitete er sich auch solide Kenntnisse anderer europäischer Sprachen und des Arabischen. So übersetzte er unter anderem das Buch des Bundes und das Buch der Gewissheit.
1926 heiratete Mühlschlegel Herma Weidle. Sie hatten zwei Mädchen und drei Jungen, von denen einer in der frühen Kindheit starb. 1936 pilgerte das Ehepaar Mühlschlegel ins Heilige Land und lernte dort Shoghi Effendi persönlich kennen. Vorher hatte Mühlschlegel ihn nur aus zahlreichen Briefen gekannt.
1937 wurde ein großer Teil von Mühlschlegels Bahai-Büchern beschlagnahmt und 1944 wurde sein Heim ausgebombt. Nach dem Zweiten Weltkrieg wurde 1946 der Nationale Geistige Rat von Deutschland und Österreich errichtet. Mühlschlegel wurde in dieses Gremium gewählt und diente dort bis 1959 oft als Vorsitzender.

### Hand der Sache Gottes
1952 wurde Mühlschlegel zu einer „Hand der Sache Gottes“ ernannt. In dieser Funktion reiste er viel. Er nahm an den Internationalen Bahai-Konferenzen in Stockholm (1953) und in Frankfurt am Main (1958) teil und vertrat 1957 Shoghi Effendi bei der Bildung des Regionalen Geistigen Rates für Skandinavien und Finnland. Im gleichen Jahr, 1957, starb Shoghi Effendi in London. Mühlschlegel eilte nach London, um an der Beerdigung teilzunehmen, für die er Shoghi Effendis Körper vorbereitete.
Neben seinen zahlreichen Reisen zog er auch öfters an neue Orte, um dort die Bahai vor Ort zu unterstützen. So verließ er 1958 Stuttgart und ließ sich schließlich in Tübingen nieder. 1959 erlitt Mühlschlegel einen Herzanfall und gab seinen Beruf auf. So konnte er fortan seine ganze Zeit dem Dienst am Baháí-Glauben widmen. 1962 war er bei den Wahlen der ersten Nationalen Geistigen Räte von Schweden und Finnland anwesend.
1964 starb seine Frau Herma nach einer langen Krankheit. Mühlschlegel zog nach Wien, um die österreichische Bahai-Gemeinde zu stärken. Er heiratete Ursula Kohler und unternahm mit ihr weltweite Reisen für den Bahai-Glauben. So reiste er 1969–1970 im Auftrag des Hauses der Gerechtigkeit nach Pakistan, Indien, Nepal, Ostpakistan, dem heutigen Bangladesch, und in den Iran.
1970 zog das Ehepaar Mühlschlegel in den Kanton Freiburg. 1971 und 1972 nahm er an den Bahai-Jugendkonferenzen in Fiesch in der Schweiz, in Salzburg, Padua und auf Schloss Plön teil. In diesen beiden Jahren reiste er zwei Mal nach Afrika. Er nahm an den Nationaltagungen zur erstmaligen Bildung der Nationalen Geistigen Räte von Lesotho, Swasiland, Ruanda und den Seychellen teil. Außerdem reiste er nach Rhodesien, dem heutigen Simbabwe, nach Sambia, Botswana, in die Südafrikanische Union, nach Südwestafrika, dem heutigen Namibia, und nach Malawi und beriet dort die Bahai.
1974 zogen Mühlschlegel und seine Frau nach Hofheim am Taunus. Von dort aus reisten sie 1975 nach Venezuela, Curaçao, Kolumbien, Panama, Ecuador, Peru, Chile, Argentinien, Paraguay, Uruguay und Brasilien. Sie besuchten dort die Bahai-Gemeinden, er hielt meist auf Spanisch Vorträge, gab für Zeitungen, Radio- und Fernsehstationen Interviews, besuchte Politiker u. a. m.
Schließlich zogen die Mühlschlegels 1977 nach Athen. Dort nahm er im Alter von 80 Jahren als Repräsentant des Universalen Hauses der Gerechtigkeit an der Versammlung zur Bildung des ersten Nationalen Geistigen Rates der Bahai von Griechenland teil.
Mühlschlegel schrieb zahlreiche Gedichte. Eine Auswahl dieser Gedichte wurde zur Erinnerung an seinen 80. Geburtstag veröffentlicht. Außerdem hinterließ er ein Werk über Weltgeschichte, das die übliche Eurozentrik überwindet. Auszüge daraus sind in der Biografie von Ursula Mühlschlegel veröffentlicht. Er starb 1980 und wurde auf dem 1. Friedhof Athens begraben.

## Schriften
- Gedichte. Bahá‘í-Verlag, Hofheim-Langenhain 1977, ISBN 3-87037-092-0.
- Selbsterziehung als Bahá'í. Bahá‘í-Verlag, Hofheim 1977, ISBN 3-87037-325-3.